# Semeru
Semeru, auch bekannt als Mahameru („Großer Meru“), ist ein Stratovulkan und mit 3676 m Höhe der höchste Berg der indonesischen Insel Java. Er hat einen Kraterdurchmesser von rund 500 Metern.
Der Vulkan befindet sich im östlichen Teil der Insel im Regierungsbezirk Lumajang zirka 100 km südöstlich von Surabaya im Nationalpark Bromo-Tengger-Semeru. Er gilt als einer der schönsten, aber auch als einer der aktivsten und gefährlichsten Vulkane der Erde.

## Ausbrüche
Seit dem Jahr 1800 gab es mehr als 50 Ausbrüche, darunter 10 größere. Die letzte Eruptionsphase begann 1967 und dauert bis heute an. Am 4. Dezember 2021 ereignete sich ein massiver Ausbruch, der die benachbarten Ortschaften durch Aschewolken in Dunkelheit hüllte. Bei dem Ausbruch kamen mindestens 34 Menschen ums Leben und mehr als 68 wurden verletzt.
Ein Jahr später, am 4. Dezember 2022, brach der Vulkan erneut aus, u. a. ausgelöst durch Erosion durch Monsun-Regenfälle.

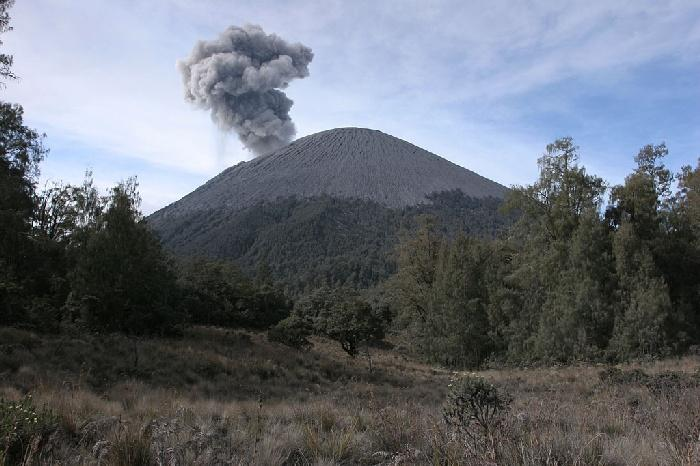
Rauchwolken aus der Ferne (2004)
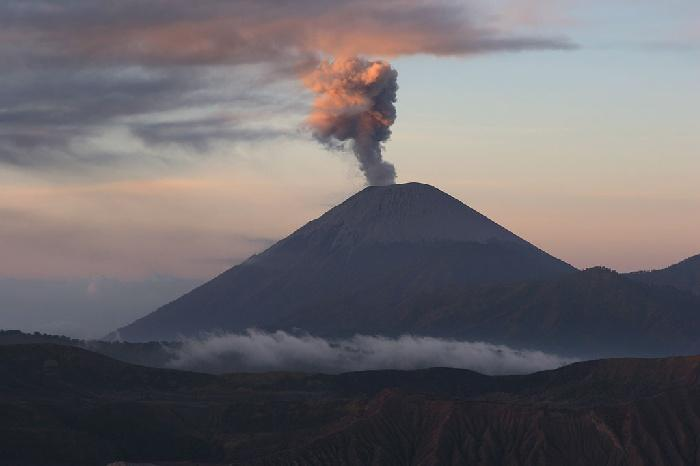
Rauchwolken in Dämmerung (2004)
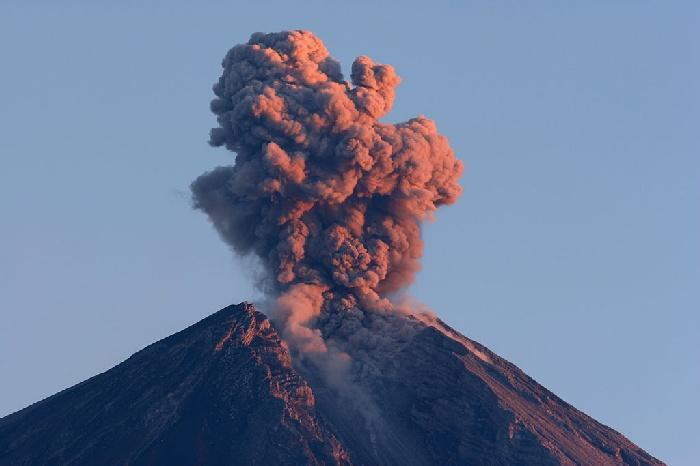
Rauchwolken und Gipfel (2004)
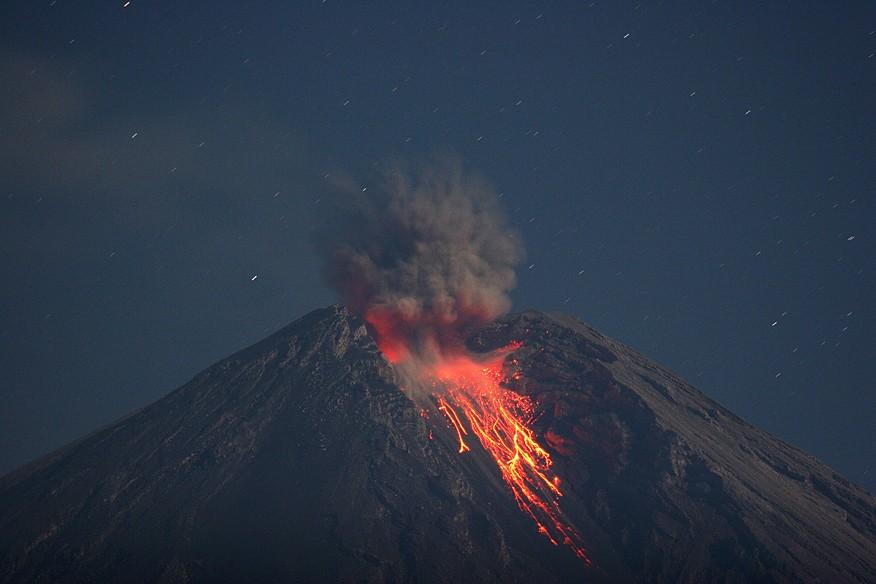
Lavafluss in der Dunkelheit (2004)